# Szalkai Zoltán
Szalkai Zoltán (Kunágota, 1961. –) magyar filmrendező, operatőr, dokumentumfilmes.

## Élete
Édesapja nyomozó, édesanyja háztartásbeli volt, egy fiútestvére van. Az Eötvös Loránd Tudományegyetem geológus szakára jelentkezett, az egyetem mellett Juhász Árpád asszisztense lett.
1989 és 1993 között a Magyar Televízióban (MTV) a Természettudományi Szerkesztőségnél rendezőasszisztensként és operatőrként szerzett gyakorlatot, majd itt készítette el első önálló ismeretterjesztő dokumentumfilmjeit.
1993-tól 1999-ig Az MTV Natura Szerkesztőségének munkatársaként számos dokumentumfilm szerzője, rendezője és operatőre volt.
1999 óta független filmes. Filmjeit rendszeresen sugározzák a magyarországi közszolgálati televíziók.
Pályaelhagyó tanár feleségével 2005-óta Kutasón élnek. Négy gyermekük született.

## Filmjei
| - Gamulik házai (Szovjetunió) - Elrejtett tájak 1-10. (Szovjetunió) - Alaszka tájain - Medvecsapások a Tízezer Füst Völgyében - Rénszarvaspásztorok Oroszországban (Kamcsatka) - Alaszkaország 1-6. - Robbantók hétköznapjai (Indonézia) - Vadászat holdjáróval – Anaktuvuk (Alaszka) - Lássuk Indonéziát! - Kudrjávij-expedíció - A zóna vulkanológusa - Kurilok lakói I-II. - Rattanföld (Indonézia) - Alaszka bölcsei | - Tyátya-expedíció - Gyaloglás gulágföldön – Észak-Ural - Cobolyvadász (Kamcsatka) - Gyaloglás gulágföldön – Kolima - Orvhalászok (Szahalin) - Gyaloglás gulágföldön – Sarki-Ural - Gulág-történetek - Even sors - Gyaloglás gulágföldön – Angara - Hanti világ - Vándorok - Gyaloglás gulágföldön – Kazahsztán - A felrobbant hegy - Gyaloglás gulágföldön – Karélia | - Reguly Antal északi utazása - Hanti világ - Falusiak - Hanti világ - Sátorlakók - Hanti világ - Halászok - Gyaloglás gulágföldön – Tajmir-Norilszk - Gyaloglás gulágföldön – A sarkvidék vasútja - Gyaloglás gulágföldön – Legészakibb lágerek Gyaloglás gulágföldön – Ingyigirka Gyaloglás gulágföldön – Kamcsatka Gyaloglás gulágföldön - Szahalin - Televíziós koprodukciók: - Német MDR: három rövidfilm a Kuril-szigetekről - 1999 - Orosz NTV: Kudrjávij vulkán - 1999 - 30‘ - Francia-német ARTE: Das Metall aus dem Vulkan - 2003 - 26‘ |  |

## Díjak
Ismeretterjesztő Filmek Miskolci Szemléje 2001: Kudrjávij expedíció – Közönségdíj
Mediawave Nemzetközi Filmfesztivál 2002:
Gyaloglás gulágföldön – Észak-Ural - a zsüri „Egyéni teljesítmény” különdíja
Vagabond - Magyar Kalandsport és Természetfilm Fesztivál 2003: Gyaloglás gulágföldön – Észak-Ural - Legjobb expedíciósfilm
SlowFilm Festival 2007: Gulág-sorozat - Különdíj
Japan Wildlife Film Festival 2009: Hanti világ – Vándorok - Nature and People kategória díja
Honvédelmi Minisztérium, 2010: a GULAG táborokban elhunyt magyarok méltó emlékének megőrzése elismeréséül I. osztályú Magyar Hadisírgondozásért Kitüntető Cím
A European Documentary Network – IDF, prágai Ex Oriente dokumentumfilm műhelyébe 2004-ben egy filmötletével meghívják. 2007-ben az MMK Tudományos-ismeretterjesztő Szakkollégiuma által támogatott Vándorok – Hanti világ filmjét a Dialektus Fesztivál Európai Dokumentum- és Antropológiai Filmfesztivál versenyprogramjába beválogatják, 2009-ben a Guangzhou Documentary Festival versenyfilmjei között, illetve a Worldfilm Filmfesztivál versenyfilmjei között vetítik.
Egyik legismertebb dokumentumfilmsorozata a Gyaloglás gulágföldön, melyek az egykori Szovjetunióban létező gulág-táborok mai helyszínein készültek. Riportfilmet készített Rózsás Jánossal és Bien György Zoltánnal a gulág-táborokban átélt éveikről.
Szalkai számtalan filmet forgatott még Oroszországban, Indonéziában, Alaszkában. A vulkánok szerelmese, számos orosz vulkanológus expedíciót kísért kamerájával.
Televíziós koprodukciók:
Német MDR:  három rövidfilm a Kuril-szigetekről 
Orosz NTV:  Kudrjávij vulkán
Francia-német ARTE: Das Metall aus dem Vulkan

Egyéb vetítések:
Kongresszusi Könyvtár, Washington D.C.
Magyar Nagykövetség, Washington D.C.
Memioriál Szervezet, Moszkva   cikk
Magyar Filmhét
100 Magyar Dokumentumfilm

## Külső hivatkozások
- A magyar Gulag-áldozatok emlékére
- Szalkai Zoltán honlapja
- gulág.lap.hu
- "A magyar hadisírgondozásért" kitüntető cím adományozottjai